# Zsófia Tóth
Zsófia Tóth (Tata, 1989) es una deportista húngara que compitió en triatlón. Ganó una medalla de bronce en el Campeonato Europeo de Triatlón de 2009, en el relevo mixto.

## Palmarés internacional
| Campeonato Europeo | Campeonato Europeo    | Campeonato Europeo | Campeonato Europeo |
| Año                | Lugar                 | Medalla            | Prueba             |
| ------------------ | --------------------- | ------------------ | ------------------ |
| 2009               | Holten (Países Bajos) | Medalla de bronce  | Relevo mixto       |